# Barrage de Balbina
Le barrage de Balbina est un barrage au Brésil sur la rivière Uatumã construit en 1989 dans la municipalité de Presidente Figueiredo dans l'état de l'Amazonas.
Il alimente notamment la ville de Manaus. Ce barrage n’a jamais produit le quart de l’électricité prévue, tout en inondant quatre fois plus de terres que prévu. Il commencé à produire de l’électricité en 1989, mais fut souvent présenté, tout comme le barrage de Samuel, comme appartenant à la catégorie de barrages conçus trop vite, sur une suite d’erreurs techniques: emplacements mal choisis, topographie trop plane, dimensions gigantesques (900 km2 à Samuel et 2300 km2 à Balbina) causant l'ennoiement de vastes zones forestières, pour un dénivelé et un débit insuffisants à donner une grande puissance aux usines.